# Ankara Çayı
Pour les articles homonymes, voir Ankara (homonymie).
La rivière d'Ankara (Ankara Çayı) résulte du confluent, dans le district de Keçiören de la ville d'Ankara, de deux rivières, la rivière de Çubuk (tr) (Çubuk Çayı), la plus occidentale, et la rivière de Hatip (tr) (Hatip Çayı). Elle traverse la ville et conflue avec le fleuve Sakarya sur sa rive droite à l'ouest d'Ankara.

## Histoire
Le site d'Ankara a été occupé dès l'âge de la pierre. La ville est conquise par Alexandre en 334 av. J.-C.. Elle est occupée par les Seldjoukides en 1073.
Au début du XIIIe siècle, le sultan seldjoukide de Roum Alaeddin Keykubad Ier fait construire le pont blanc (Akköprü) sur la route de Bagdad.
En 1402 lors de la bataille d'Ankara, Tamerlan vainc le sultan ottoman Bayezid Ier (Bajazet) et le fait prisonnier. Tamerlan a usé d'un stratagème qui a consisté à assoiffer les armées ottomanes en détourant le cours de la rivière de Çubuk.

## État de la rivière
Le rapport de la délégation du parlement européen en visite à Ankara est sans ambigüité (28 octobre 2008): 

« La rivière d'Ankara est une petite rivière qui traverse la ville d'Ankara. La rivière reçoit des eaux de vidange, des polluants industriels et des déchets solides. Il n'est désormais plus possible d'utiliser son eau pour l'irrigation même si elle l'est encore en aval, ce qui augmentent les risques de propagation de maladies telles que le choléra. »

— traduit de (en) « Committee on the environment, public health and food safety », sur Parlement européen.
La puanteur de la rivière pendant l'été est une source de désagrément pour les riverains. Il est prévu d'en détourner le cours et de le joindre au réseau d'assainissement de la ville et de ne laisser que les eaux de pluie y circuler. Elle sera en outre couverte sur la plus grande partie de la traversée de la ville.